# The Law Is Too Slow
«The Law Is Too Slow» (с англ. — «Закон слишком медленный») — литография американского художника Джорджа Беллоуза, опубликованная в 1923 году и изображающая линчевание чернокожего мужчины, обвинённого в убийстве белой женщины.
Изначально являвшаяся лишь иллюстрацией к рассказу в ежемесячном журнале, эта картина стала одним из символов, предотвративших превращение линчевания в проблему государственного масштаба в США.

## Предыстория и публикация

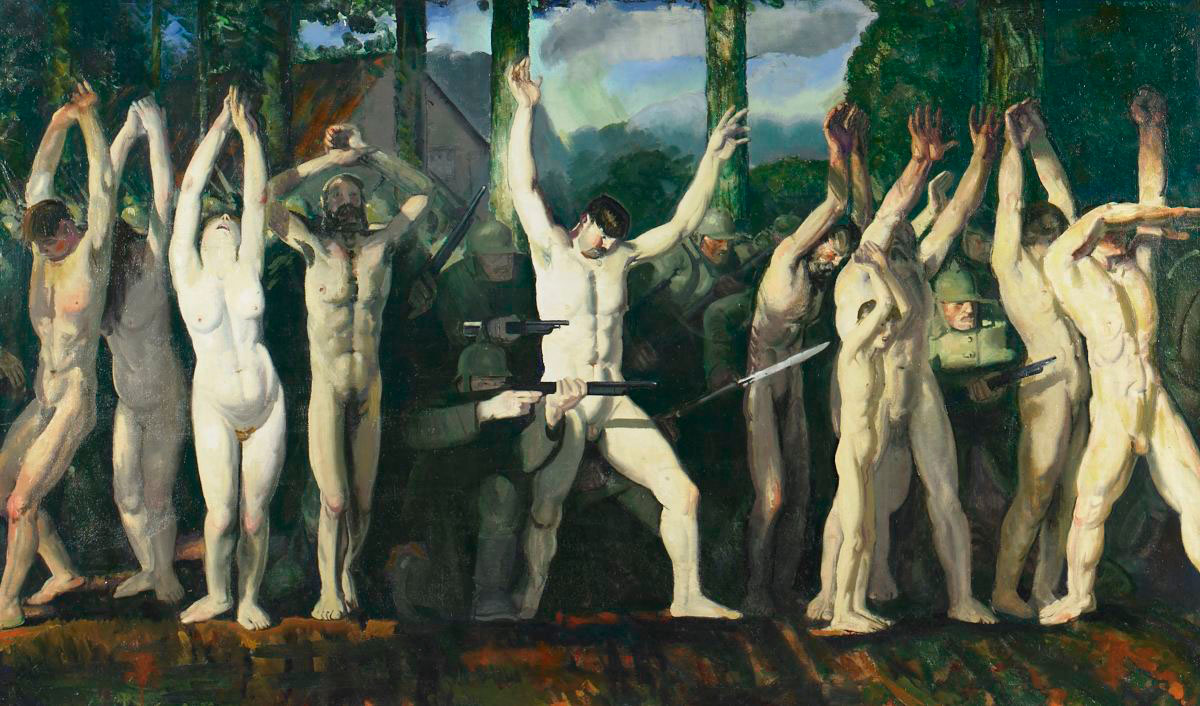
Баррикада (1918) — одна из картин, написанных Беллоузом для привлечения внимания к военным преступлениям.

В 1918 году, узнав о военных преступлениях, совершённых немецкими солдатами при вторжении в Бельгию в ходе Первой мировой войны, Джордж Беллоуз создал серию картин и литографий, направленных на привлечение внимания общественности к преступлениям против человечности. Спустя несколько лет из под его кисти вновь вышла работа, призывающая обратить внимание на преступления, в этот раз на эпизоды линчевания, происходившие в период с 1920 по 1923 год на Глубоком Юге США. Картина, законченная в 1923 году и получившая название «The Law Is Too Slow», была опубликована в качестве иллюстрации к рассказу «Немезида» суфражистки Мэри Джонстон, напечатанного в журнале The Century Magazine в том же году.

## Описание и анализ
В центре картины, действие которой происходит глубокой ночью, изображён заживо горящий на костре полуобнажённый чернокожий мужчина, которого приковали цепью к пню. Его окружает беспристрастно наблюдающая за происходящим группа людей, чьи лица скрыты под масками.
Американский историк-искусствовед Дора Апель отметила пустое пространство между наблюдающими людьми на переднем плане картины, способом Беллоуза сделать зрителя причастным к происходящему, поставив его в роль невольного свидетеля казни. Также Апель, основываясь на кровотечении между ног горящего человека, озвучила мнение о его предполагаемой кастрации, произведённой линчевателями за некоторое время до момента запечатлённого на рисунке.
Другой американский историк-искусствовед Мартин Бергер при анализе картины, приняв во внимание место действия рассказа «Немезида» (Глубокий Юг США) и обратив внимание на чрезмерную графическую жестокость рисунка, сделал вывод о том, что эта работа вызывает у зрителя американского севера возмущение лишь зверствами жителей Юга, а не подобными же инцидентами, имевшими место также и на Севере.

## Название
Название литографии Беллоуза несёт в себе двойной смысл. В первом случае это фраза, которая часто использовалась в качестве оправдания линчевания во время действия законов Джима Кроу, имея собой ввиду медлительность правоохранительных органов при раскрытии преступлений. Другой трактовкой является медлительность принятия законов против линчевания правительством Соединённых Штатов.

## Экспозиция
После публикации в The Century Magazine картина привлекла внимание борцов с линчеванием в США. Спустя пять лет после своего первого появления литография вновь была напечатана в прессе, на этот раз она предстала в одноимённой статье о жертвах Судов Линча за 1927 год в журнале Opportunity: A Journal of Negro Life. Глава Национальной ассоциации содействия прогрессу цветного населения Уолтер Уайт также использовал работу Беллоуза в литературе, направленной на противодействие линчеванию: он привёл эту литографию в качестве изображения на обложке своей книги, опубликованной в 1929 году. Через шесть лет Уайт вновь решил привлечь внимание к проблеме линчевания с помощью этой картины, включив её в список произведений, представленных на художественной выставке 1935 года в Нью-Йорке. Постоянное привлечение внимания к проблеме линчеваний с использованием «The Law Is Too Slow» помогло предотвратить превращение внесудебных расправ в США в проблему государственного масштаба.